# Balko
Balko est une série policière comique allemande en 124 épisodes de 45 minutes créée par Leo P. Ard et Michael Illner, diffusée entre le 19 mars 1995 et le 27 avril 2006 sur RTL.
En France, la série a été diffusée à partir du 18 octobre 1999 sur TF1 et rediffusée sur TV Breizh, TMC, 13e rue et TF6, au Québec à partir du 26 août 2002 à Séries+, et en Belgique sur La Une (RTBF) puis sur RTL-TVI.

## Synopsis
Cette série met en scène, à Dortmund, deux policiers et équipiers totalement différents. Le commissaire Balko est décontracté, relax et s'habille de façon très cool tandis que son équipier, le commissaire Klause Krapp, surnommé "Krappi" est tout l'inverse et porte toujours une tenue impeccable. De plus, la mère de Krapp l'appelle souvent au boulot. Toutefois, Balko et Krapp sont équipiers et amis et font un excellent boulot!

## Distribution
- Jochen Horst (de) (jusqu'à l'épisode 49) : commissaire Balko
- Bruno Eyron (de) (VFB : Jean-Marc Delhausse) (à partir de l'épisode 50) : commissaire Balko
- Ludger Pistor (VFB : Patrick Donnay) : commissaire Klause Krapp (saison 1-8)
- Dieter Pfaff (de) : commissaire principal Vollmer (saisons 1-2)
- Horst A. Fechner (de) : commissaire principal Wiese (saison 2)
- Arthur Brauss : commissaire principal König (saison 3)
- Sabine Vitua (de) : commissaire principal Katharina Jäger (saisons 3-5)
- Matthias Kniesbeck (de) (VFB : Pascal Gruselle) : officier de police Wittek puis commissaire principal Wittek (saisons 3-8)
- Armin Krug (de) : officier de police Marek (saisons 3-8)
- Lars Pape (de) : officier de police Schafranek (saisons 6-8)
- Uwe Rohde (de) : commissaire de police Holtmann (saison 8)

## Épisodes

### Première saison (1995)
1. Attention, ça tache (Gotcha - Ich hab' dich !)
2. Le Combat des coqs (Der Kampf der Hähne)
3. Interruption momentanée (Filmriss)
4. Auto-défense (Die Bürgerwehr)
5. Le Piquet de grève (Das Schweigen der Hämmer)
6. Les Héros de Babel (Grand mit Viren)
7. Les Lignes ennemies (Krieg der Sterne)
8. Chers collègues (Ein Cop aus Moskau)
9. Pas un sou (Keine müde Mark)
10. Un homme ordinaire (Killerehre)
11. Le Tango de la vache folle (Steakhouse-Tango)
12. Le Gardien de but (Die Angst des Torwarts)
13. Le Cousin (Die Unschuld von Lande)
14. L'Heure du crime (Hotline)
15. Bon voyage (Bon Voyage)
16. À chacun son destin (Sterne lügen nicht)

### Deuxième saison (1996-1997)
1. Suicides en série (Tödliche Verbindung)
2. Chasseur de primes (Headhunter)
3. Le Coupable idéal (Pitt, der Bär)
4. Mariage sanglant (Blütige Hochzeit)
5. Le Mort vivant (Ein Toter zuwenig)
6. Erreur sur la personne (Der falsche Mann)
7. Robin des bois (Robin Wood von Wambel)
8. Un crime peut en cacher un autre (Augen im Gefrierfach)
9. Gros plan (Zoom)
10. Compagnie très particulière (Ein Mann für gewisse Stunden)
11. Chasse au lapin (Der falsche Hase)
12. Le Baron (Der Baron)
13. Le Témoin (Die Zeugin)
14. Curiosité fatale (Tödliche Neugier)
15. Jonas (Jonas)
16. L'occasion fait le larron (Gelegenheit macht Diebe)

### Troisième saison (1998)
1. Vengeance froide (Kalte Rache)
2. Le Mercenaire (Der Söldner)
3. Surprise nuptiale (Hochzeitsüberraschungen)
4. Coup de folie (Amok)
5. Une idée fixe (Der Drachentöter)
6. La Revanche (Der sechste Tag)
7. Un simple suicide (Stahldschungel)
8. La Nouvelle (Die Neue)
9. Meurtre sur un plateau télé (Terror im OP)
10. D'une pierre, deux coups (Zwei auf einem Stretch)
11. Exécutez Balko ! (Bring mir dem Kopf von Balko)
12. Amour paternel (Vaterliebe)
13. Tu ne voleras point (Blutige Beute)
14. La Taupe (Knastkoller)
15. Candidat à la mort (Der Todeskandidat)
16. Un drôle de carnaval (Karnaval in Ketten)

### Quatrième saison (1998-1999)
1. Balko, sauveur du monde (Balko rettet die Welt)
2. Le Clown magicien (Der Clown)
3. Histoire d'os (Knochenjob)
4. L'Ordre avant tout (Null Toleranz)
5. À la poursuite de Jäger (Jagd auf die Jäger)
6. Chauffeur de taxi (Taxidriver)
7. Des yeux dans la nuit (Augen in der Nacht)
8. Le Train de la fortune (Zugzwang)
9. Le Journal intime (Verkaufte Unschuld)
10. La Méprise (Dinojagd)
11. L'Abbaye des âmes perdues (Der Mönch mit der Todeskralle)
12. Héritage mortel (Erst erben, dann stellen)
13. Témoin d'un crime (Tödliche Nachbarschaft)
14. Mort sous les palmiers (Mord unter Palmen)
15. Jamais sans mon fils (Gefährliche Vaterschaft)
16. Voyage en enfer (Höllenfahrt)

### Cinquième saison (2000)
1. Rap à mort (Killer-Rap)
2. Le Gagnant (Nur einer kommt durch)
3. Contrefaçon mortelle (Werben und sterben)
4. Un métier dangereux (Baumarkt des Grauens)
5. Un chasseur sachant chasser (Der Wolf jagt die Meute)
6. Nid de vipères (Die Schlangenfarm)
7. La Caissière (Kassensturz)
8. Cherche père désespérément (Opa und der Serienkiller)
9. Un amour éternel (Geliebte Mumie)
10. Refus de priorité (Vorfahrt für den Mörder)
11. T'es mort, Krapp! (Krapp, du bist tot)
12. Le Bal des célibataires (Ball der toten Herzen)
13. Le chef voit rouge (Der Chef sieht rot)
14. Jalousie mortelle (Das Blutbad)
15. Les Pigeons d'Eving (Die Mördertauben von Eving)
16. À vos ordres lieutenant (Bis zum letzten Mann)

### Sixième saison (2001-2003)
1. Freier Fall
2. Der Schweinemann
3. Der Campingplatzmörder
4. Der Aufstand
5. Ein Bulle im Frauenknast
6. Krapp, verschollen in Berlin
7. Wer tötete Marilyn Monroe?
8. Für ein paar Dollar mehr
9. Pommes Tot-Weiß
10. Rosenkrieg
11. Tod auf der Nil
12. Das Sushi-Massaker
13. Die schwarze Witwe
14. Leiche gegen Leiche
15. Alte Rechnungen
16. Tod auf Zeche
17. Der Tod ist ein Gourmet

### Septième saison (2004-2005)
1. Balko, suspect no 1 (Keine Chance für Balko)
2. Guerre de voisinage (Giftzwerge)
3. Un chemin pavé de roses (Rosen pflastern seinen Weg)
4. Titre français inconnu (Ein eiskalter Plan)
5. Titre français inconnu (Der Schatz von Wambel)
6. Titre français inconnu (Muttermord am Vatertag)
7. Titre français inconnu (Totalschaden)
8. Titre français inconnu (Rache ohne Risiko)
9. Titre français inconnu (Auf den Hund gekommen)
10. Titre français inconnu (Saustopper)
11. Le Boucher (Verwandte und andere Feinde)
12. Titre français inconnu (Mittwochs Geheimnis)
13. Titre français inconnu (A40)
14. Titre français inconnu (Schmutzige Geschäfte)
15. Titre français inconnu (Der Verrat)
16. Titre français inconnu (Die Nervensäge)

### Huitième saison (2006)
1. Gatten im Schatten
2. Polizeipferd Pluto
3. Ich töte Mutter
4. Ein Mann sieht rot
5. Bei Anruf Mord
6. Tod eines Fahrlehrers
7. Der Racheengel
8. Sauber eingelocht
9. Kopfgeld
10. Schöner sterben
11. Ausverkauf